# Igor Selenkow
Igor Selenkow (russisch Игорь Зеленков; * 5. November 1978 in Alma-Ata) ist ein ehemaliger kasachischer Biathlet.
Igor Selenkow debütierte 2000 in Ruhpolding im Biathlon-Weltcup und wurde in ihrem ersten Sprint-Rennen 95. Ende der Saison erreichte der Kasache mit einem 73. Rang im Sprint von Chanty-Mansijsk sein bestes Resultat in einem Weltcuprennen. In den drei folgenden Saisonen startete Selenkow regelmäßig im Weltcup, ohne jedoch nennenswerte Resultate zu erreichen. Erster Höhepunkt wurden die Winterasienspiele 2003 in Aomori, wo er Elfter des Sprints, Neunter der Verfolgung und Vierter mit der Staffel wurde. Es folgte die Teilnahm an den Biathlon-Weltmeisterschaften 2003 in Chanty-Mansijsk, wo Selenkow im Einzel zum Einsatz kam und mit Platz 79 sein bestes Resultat im Weltcup erreichte. 2004 kamen in Oberhof Platz 80 im Einzel und Rang 94 im Sprint hinzu. 2005 startete er an zwei internationalen Meisterschaften. Bei den Europameisterschaften in Nowosibirsk erreichte er die Plätze 19 im Einzel, 29 im Sprint und 23 im Verfolgungsrennen. Es folgte die Weltmeisterschaft in Hochfilzen, bei der Selenkow 94. des Einzels wurde, im Sprint den 91. Platz belegte und mit Alexander Tscherwjakow, Wladimir Satula und Andrei Chramuschin 21. im Staffelrennen wurde. Seine letzten internationalen Rennen bestritt der Kasache 2005 im Biathlon-Europacup.

## Biathlon-Weltcup-Platzierungen
Die Tabelle zeigt alle Platzierungen (je nach Austragungsjahr einschließlich Olympische Spiele und Weltmeisterschaften).
- 1.–3. Platz: Anzahl der Podiumsplatzierungen
- Top 10: Anzahl der Platzierungen unter den ersten zehn (einschließlich Podium)
- Punkteränge: Anzahl der Platzierungen innerhalb der Punkteränge (einschließlich Podium und Top 10)
- Starts: Anzahl gelaufener Rennen in der jeweiligen Disziplin
- Staffel: inklusive Mixed- und Single-Mixed-Staffeln

| Platzierung | Einzel | Sprint | Verfolgung | Massenstart | Staffel | Gesamt |
| ----------- | ------ | ------ | ---------- | ----------- | ------- | ------ |
| 1. Platz    |        |        |            |             |         |        |
| 2. Platz    |        |        |            |             |         |        |
| 3. Platz    |        |        |            |             |         |        |
| Top 10      |        |        |            |             | 1       | 1      |
| Punkteränge |        |        |            |             | 5       | 5      |
| Starts      | 8      | 20     |            |             | 5       | 33     |